# Heinrich Rupieper
Heinrich Rupieper (* 23. Mai 1899 in Wanne oder Eickel; † 1. Januar 1964 in Köln) war ein deutscher katholischer Geistlicher und im KZ Dachau inhaftiert.

## Leben
Rupieper absolvierte das Studium der katholischen Theologie und empfing 1926 im Hohen Dom zu Paderborn von Bischof Caspar Klein die Priesterweihe. Nach Beginn der nationalsozialistischen Herrschaft wurde ihm bereits im Jahr 1934 vorgeworfen, gegen die „Verordnung des Reichspräsidenten zur Abwehr heimtückischer Angriffe gegen die Regierung der nationalen Erhebung“ vom 21. März 1933 verstoßen zu haben (seit dem 20. Dezember 1934 neugefasst als so genanntes Heimtückegesetz). Das Sondergericht Dortmund legte ihm Äußerungen zur angeblichen jüdischen Abstammung Reichsleiter Alfred Rosenbergs zur Last. Eine ergangene Verurteilung fiel jedoch unter das Gesetz über die Gewährung von Straffreiheit vom 7. August 1934.

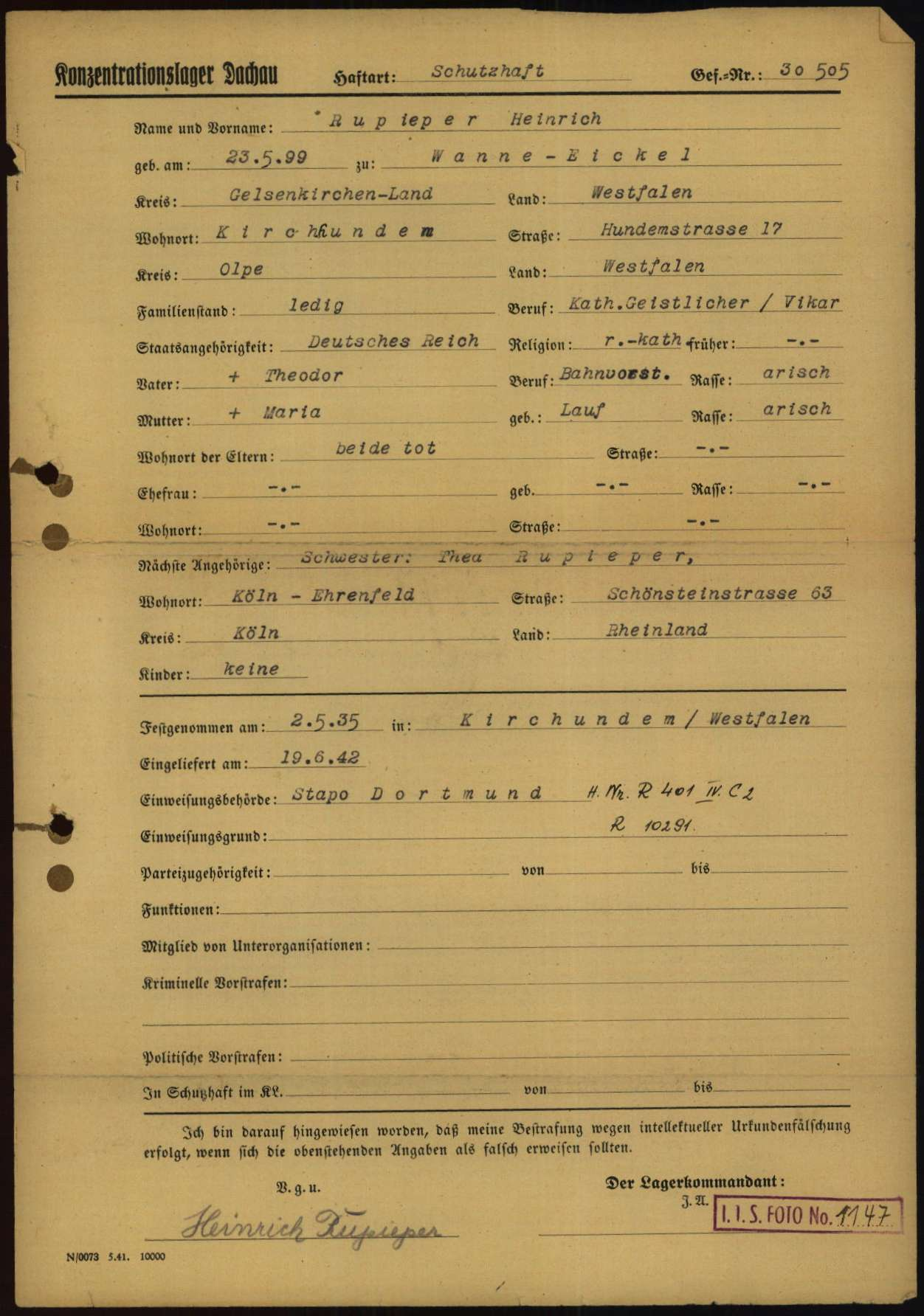
Anmeldeformular von Heinrich Rupieper als Gefangener im nationalsozialistischen Konzentrationslager Dachau

### Verhaftung und Verschleppung nach Dachau
Nachdem 1935 in Kirchhundem ein NS-Mann von einem alkoholisierten Mann aus der Gemeinde erstochen worden war, beschuldigte man Vikar Rupieper, mit seinen politischen Predigten den geistigen Nährboden für die Tat vorbereitet zu haben. Daraufhin wurde er in Schutzhaft genommen und vom Sondergericht Dortmund am 13. Dezember 1935 zu vier Jahren Haft verurteilt. Wegen angeblicher finanzieller Unregelmäßigkeiten wurde Rupieper in einem weiteren Prozess am 12. Februar 1936 durch das Landgericht Paderborn unter Anrechnung der vierjährigen Haftstrafe zu sieben Jahren Zuchthaus verurteilt. Zunächst inhaftiert im Zuchthaus Werl, wurde er am 8. Januar 1937 ins Lager Esterwegen verbracht, von dort am 15. September 1939 ins Konzentrationslager Neuengamme und schließlich am 18. Juni 1942 ins Konzentrationslager Dachau, wo er mit der Häftlingsnummer 30505 im so genannten Pfarrerblock einsaß. Nach der Befreiung durch amerikanische Truppen am 29. April 1945 brachte Rupieper die Urne mit der Asche des in Dachau zu Tode gemarterten Pfarrvikars Friedrich Karl Petersen ins sauerländische Schmallenberg, wo diese am 29. August 1945 in der Priestergruft beigesetzt wurde.

### Rückkehr und weiterer Dienst
Nach seiner Rückkehr in die Heimat konnte der auf 40 Kilogramm Körpergewicht abgemagerte Rupieper erst nach langer Genesungszeit wieder seinen priesterlichen Dienst antreten. Er übernahm im Jahre 1946 eine Stelle als Pfarrvikar an St. Antonius in Oberschledorn, wo er 1955 in den Ruhestand trat. Als Emeritus verlegte er seinen Wohnsitz nach Köln-Merheim und half in der Pfarrei St. Elisabeth in Köln-Höhenberg aus.